# Baby Monkey
 (décembre 2017).
Albums de Voodoo Child
18 B-Sides + DVD
(2003) Hotel
(2005)
Baby Monkey est un album de musique électronique de Voodoo Child, paru en 2004. Derrière ce pseudonyme se cache Moby, car celui-ci voulait réaliser cet album sans avoir à se soucier des pressions commerciales[réf. nécessaire].

## Liste des titres
1. Gotta Be Loose in Your Mind – 4:39
2. Minors – 4:54
3. Take It Home – 5:09
4. Light Is in Your Eyes – 6:14
5. Electronics – 6:24
6. Strings – 6:50
7. Gone – 5:14
8. Unh Yeah – 4:27
9. Obscure – 4:11
10. Last – 3:53
11. Harpie – 5:24
12. Synthesisers – 9:15